# Artem Zhmurko
Artiom Vladimirovitch Jmourko - en russe : Артём Владимирович Жмурко et en anglais : Artem Zhmurko - né le 3 octobre 1985, est un fondeur russe. 

## Carrière
Après avoir participé à des compétitions mineures entre 2005 et 2009, il débute en Coupe du monde de ski de fond en janvier 2010 à Otepää (9e place) et remporte son premier podium et sa première victoire individuelle une semaine plus tard à son deuxième départ le 23 janvier 2010 à Rybinsk à l'épreuve de poursuite en battant au sprint ses compatriotes Ilia Chernousov et Sergey Shiriaev.

## Palmarès

### Coupe du monde
- Meilleur classement général : 33e en 2010.
- 1 podium en épreuve individuelle dont : 1 victoire.

 Dernière mise à jour le 25 janvier 2010 

#### Détail des victoires
| Épreuve / Édition | Sprint | Sprint    | 15 km | 15 km     | Poursuite 30 km | 50 km | Tour de ski ou Finales ou Nordic Opening |
| Épreuve / Édition | libre  | classique | libre | classique | Poursuite 30 km | 50 km | Tour de ski ou Finales ou Nordic Opening |
| 2009-2010         |        |           |       |           | Rybinsk         |       |                                          |